# Corpus Christi (Texas)
Corpus Christi egy város az Amerikai Egyesült Államokban, Texas államban, Nueces, Kleberg, San Patricio és Aransas megyékben. Az állam területének legdélebbi része – Houston vonalától délre – egy közel egyenlő oldalú háromszöget képez, melynek keleti oldala a Mexikói-öböl partja, a nyugati pedig a határfolyó, a Rio Grande. E háromszög keleti oldalán található, Houston és Texas legdélebbi pontja között körülbelül félúton Corpus Christi, amely a nagy, védett öböl mentén épült fel, és amely ezen partszakasz legnagyobb kikötővárosa. Lakosainak száma 2010-ben 305 215, e szerint Texas 8. legnagyobb városának számít, s egyben az USA 6. legnagyobb kikötővárosa. Egy „boom” város, amelynek népessége folyamatosan gyarapodott a betelepülések révén (is).

## A város neve és története
Latin szóból ered: corpus Christi (=Krisztus teste). A város beceneve: "Sparkling City by the Sea", jelentése magyarul: csillogó (pezsgő) város a tengernél. Az itteni öblöt Alonso Álvarez de Pineda spanyol felfedező térképezte fel és nevezte el Krisztus teste-öbölnek 1519-ben. Valaha a kalózok menedéke volt, egyik hírhedt kalóza, Jean Lafitte rejtőzködött itt rendszeresen. A kalózok után csempészek lepték el a várost. A közelben lévő mexikói határon át kereskedtek. A mexikóiakkal vívott függetlenségi háborúk során, az 1830-50-es években került az Amerikai Egyesült Államokhoz a mai Texasszal és Floridával együtt.

## Földrajza
Az Egyesült Államok Népszámlálási Hivatala szerint a város teljes területe 1192 km², ebből 400,5 km² magának a városnak a területe, a többi: 791,5 km² (66,4%) víz. Az ivóvizet két tározó biztosítja, a Corpus Christi-tó és a Choke Canyon víztározó. Ezen kívül a városnak van egy 101 mérföld hosszú gázvezetéke.

### Kerületei
- Flour Bluff
- Calallen
- Clarkwood
- Annaville
- North Beach
- Mustang Island
- North Padre Island
- Gardendale

### Környéke
- Portland (Texas)
- Robstown (Texas)

## Gazdasága
A lakosság többségét a szolgáltatások, a nagy- és kiskereskedelem, valamint a kormányzati szektor foglalkoztatja. Corpus Christi munkanélküliségi rátája 5,6% -ot tett ki 2016 novemberében.
Corpus Christi kikötője, amely az ötödik legnagyobb amerikai kikötő és a Mexikói-öböl legmélyebb part menti kikötője, főként olaj- és mezőgazdasági termékekkel foglalkozik. A helyi gazdaság nagy részét a turizmus és az olaj- és petrolkémiai ipar irányítja. 2005-ben a világ 47.-ik legnagyobb kikötője volt.
Corpus Christi a Haditengerészet Corpus Christi-i központjának ad otthont, amely 6200 civil munkahelyet biztosít a helyi gazdaság számára, így a város legnagyobb munkáltatója. A Haditengerészet Corpus Christi-i központja a világ legnagyobb helikopter-javító létesítménye. Ezen kívül a Haditengerészet Corpus Christi-i központjában található az Egyesült Államok parti őrző szerve/ repülőállomása.
A Corpus Christi a Whataburger cégnek eredeti székhelye, egy gyorsétterem-üzemeltető és franchise-kereskedő, 650 üzletet 10 országban és Mexikóban üzemeltet; A cég 2009-ben San Antonióba költözött. A többi nagy munkáltató: a CHRISTUS Spohn Health System 5400 helyi alkalmazottat, a Corpus Christi-i Független Iskolakerület 5178-at, a H-E-B 5000-et és a Bay Ltd. 2100-at. A Corpus Christi-ben alapított egyéb társaságok közé tartozik a Stripes és az AEP Texas.
A Corpus Christi lett az első nagyváros, amely 2005 áprilisában kínálta a városszerte ingyenes wi-fi-t . 2007-ben a Earthlink 5,5 millió dollárért vásárolta meg a hálózatot, és 2007. május 31-én megszüntette a szolgáltatást. 

## Éghajlata, tengerpartja
Corpus Christi és vidéke éghajlata szubtrópusi, nedves éghajlatú. A turisták számára legszebb a tengerparti sétány. A város öblét hatalmas és keskeny sziget, Padre Island zárja el a nyílt tengertől, e sziget 160 km hosszan húzódik a partvonal előtt, helyenként alig egy km széles, régen emberevő indiánok lakták.

## Népességének alakulása
| Év   | Népesség |
| ---- | -------- |
| 1860 | 175      |
| 1900 | 4703     |
| 1970 | 204 525  |
| 1980 | 231 999  |
| 1990 | 257 453  |
| 2000 | 277 454  |
| 2010 | 305 215  |

## Corpus Christi közigazgatása
Napjainkban a 9 tagú Városi Tanács irányítja a települést. A városnak mind az öt választási körzetéből delegálnak egy-egy képviselőt, s választanak 1 fő polgármestert. A választások személyre szólóak, s kétévenként ismétlik meg. A választott hat fő közösen jelöl vezetőt, titkárt és könyvvizsgálót a város élére. A Városi Tanács akkor határozatképes, ha legalább öt fő jelen van. A jelenlegi polgármester Joe Adame.

## Kultúrája
Corpus Christi és vidéke, akárcsak San Antonio, sajátos keveréke az amerikai és mexikói kultúrának, a város számos demográfiai csoport, etnikum és szubkultúra talaján fejlődött, nagy csoportot alkot a spanyol ajkú közösség, a cowboy kultúra és más szubkultúrák. Napjainkban az ipar, a kereskedelem, az iskolák, a középiskolák, a felsőoktatási intézmények, a múzeumok, a színházak, a közkönyvtár és a sportok töltenek be egyre fontosabb szerepet a város kulturális életében.

### Látnivalók
- Texas State Aquarium
- USS Lexington
- Museum of Science and History
- Museum of Asian Cultures
- South Texas Institute for the Arts
- Harbor Playhouse Theatre
- One Shoreline Plaza
- Mirador de la Flor
- Texas Surf Museum
- K Space Contemporary
- Corpus Christi Botanical Gardens and Nature Center
- Hans and Pat Suter Wildlife Refuge
- Padre Island National Seashore
- King Ranch
- Sunrise Mall

## Parkok és kikapcsolódás
A város fekvése a Corpus Christi-öböl, a Mexikói-öböl és a Laguna Madre-n kívül vizet és természetturizmust kínál. A vízimadár vadászat a régióban a kacsákra, libákra, vízityúkokra és récékre specializálódik. A fehér szárnyas galambokat és a gerléket szintén privát lízingben vadásszák. Corpus Christi szárazföldje is ideális vaddisznók és fehérfarkú őzek vadászatára.

### Halászat
A halászat népszerű szabadidős tevékenység a Corpus Christiben. Népszerű halászati tevékenységek közé tartozik a Corpus Christi-öböl körül található különböző mólókról halászni, a Oso-öbölben való horgászás, a Mexikói-öbölben a Packery Channel-on vagy a Bob Hall-i kikötőben.

### Szörfvitorlázás
Corpus Christinek van Észak-Amerikában az egyik legmagasabb átlagos szélsebessége. Az Óceáni út mentén található öblös környékkel a város, így fontos célpontja a szélsportok, például a szörfözés, a szörfvitorlázás, a sárkányhajózás és a vitorlázás. 1990-ben a Corpus Christi rendezte a Windsurfing Világbajnokságot. 2018-ban a Corpus Christi adott otthont a 2018-as Ifjúsági Vitorlázó Világbajnokságnak.

### Madárfigyelés
A tengerparti város, egy jó hely a tengeri madarak számára. Népszerű látnivalók közé tartozik a Blucher Park a belvárosban, a Hans és a Pat Suter vadvízi menedék a Oso-öböl mentén, a Hazel Bazemore Megyei Parkban, a Nueces-folyó mentén, Calallenben, valamint a Dél-Texasi Botanikus Kert és a Természetvédelmi Központ az Oso patak mentén.

## Híres emberek
- Itt született 1947-ben Farrah Fawcett színésznő.
- Itt született 1968-ban Brian Leetch jégkorongozó védő.
- Itt született 1970-ben Danny Lohner indusztriális zenész.
- Itt született 1975-ben Eva Longoria színésznő.
- Itt hunyt el 1995-ben, 23 éves korában Selena Quintanilla Pérez énekesnő.

## Testvérvárosok
A Corpus Christi virágzó és aktív kapcsolatot tart fenn ezekkel a testvérvárosokkal:
- Agen, Lot-et-Garonne, Franciaország
- Keelung, Tajvan
- Yokosuka, Kanagawan, Japán

## Fordítás
- Ez a szócikk részben vagy egészben  a   Corpus Christi (Texas) című német Wikipédia-szócikk ezen változatának fordításán alapul.  Az eredeti cikk szerkesztőit annak laptörténete sorolja fel. Ez a jelzés csupán a megfogalmazás eredetét és a szerzői jogokat jelzi, nem szolgál a cikkben szereplő információk forrásmegjelöléseként.